# Rudaki
Abu 'Abd Allah Ja'far ibn Mohammad Rudaki (in persiano ابوعبدالله جعفر ابن محمد رودکی‎, in tagico Абӯабдуллоҳ Ҷаъфар Ибни Муҳаммад?, intitolato آدم الشعرا Ādam ul-Shoara che vuol dire Adamo dei poeti; Panjrud, 858 – 941 circa) è stato un poeta persiano.
Rudaki è considerato il primo grande autore della letteratura persiana avendo scritto i suoi primi poemi usando l'alfabeto persiano, perciò viene considerato il fondatore della letteratura persiana del periodo classico.
Rudaki nacque a Rudak (Panjrud), un villaggio in Panjakent del Tagikistan. Alcune biografie affermano che nacque cieco, ed altre asseriscono che lo divenne dopo. Tuttavia i biografi moderni credono che la sua conoscenza accurata nella descrizione dei colori, che è evidente nei suoi poemi, rende quest'argomento incerto. Rudaki fu il poeta di corte di Nasr II (914–943), un emiro della dinastia samanide a Bukhara. Ma infine perse la sua benevolenza e ritornò alla sua città di nascita e morì in povertà e cecità.
Gli è stato dedicato un asteroide, 90806 Rudaki.
|  |  |  |
|  |  |  |